# Ouavoussé-Silmi-Mossi
Pour les articles homonymes, voir Ouavoussé.
Ne doit pas être confondu avec Ouavoussé-Mossi.
Ouavoussé-Silmi-Mossi est une localité située dans le département de Kalsaka de la province du Yatenga dans la région Nord au Burkina Faso.

## Histoire
Ouavoussé-Silmi-Mossi se distingue de Ouavoussé par son peuplement historique Silmi-Mossi soit un métissage entre populations Peulh et Mossi.

## Santé et éducation
Le centre de soins le plus proche de Ouavoussé-Silmi-Mossi est le centre de santé et de promotion sociale (CSPS) de Kalsaka tandis que le centre médical avec antenne chirurgicale (CMA) de la province se trouve à Séguénéga.